# Estamos rodeados
Estamos rodeados es un álbum perteneciente al cantautor uruguayo Jaime Roos editado en el año 1991 bajo el sello Orfeo. El disco fue reeditado por el sello EMI (que compró Orfeo) en formato CD en 2000, junto al álbum La margarita.
Todas las canciones del disco tienen letra y música de Jaime Roos.
Además del propio Jaime (quien además de cantar toca guitarras y bajo en todo el disco) aparecen como músicos en la mayoría de las canciones: Hugo Fattoruso (teclas, acordeón), Gustavo Etchenique (batería) y Walter "Nego" Haedo (percusión).
Una de las canciones más populares de este disco es "Colombina", que trata la historia de un murguista que se enamora de una mujer en un tablado. En este tema aparece un coro y percusión de murga, de la que participan reconocidos músicos uruguayos como Pablo "Pinocho" Routin, Freddy "Zurdo" Bessio y Edú "Pitufo" Lombardo. Otra canción famosa del disco es "Inexplicable", que cuenta con la voz de Laura Canoura. Fue escrita originalmente para la pieza teatral "Las mágicas noches bailables del Pepe Pelayo".
La canción "El hombre de la calle", también muy popular, fue versionada por la banda uruguaya Traidores en su disco "Primavera digital".

## Lista de canciones
1. El hombre de la calle 2:43
2. Dices que te vas 5:13
3. No dejes que 4:05
4. No puedo llorar 5:14
5. Colombina 4:13
6. Inexplicable 2:42
7. Laraira 3:25
8. Igual que ayer 3:24
9. Huayno del ciego  2:02